# Malchow (Mecklenburg)
Malchow település Németországban, Mecklenburg-Elő-Pomeránia tartományban. Lakosainak száma 6558 fő (2023. december 31.).

## Népesség
A település népességének változása:
| Lakosok száma | 879  | 2671 | 3214 | 8166 | 7801 | 7503 | 7025 | 6572 | 6627 | 6558 |
|               | 1801 | 1831 | 1851 | 1990 | 1996 | 2001 | 2007 | 2012 | 2018 | 2023 |